# Pedrignano
Pedrignano è una frazione del comune di Parma, appartenente al quartiere Cortile San Martino.
La località è situata 4,85 km a nord-est del centro della città.

## Geografia fisica
La frazione sorge in posizione pianeggiante alla quota di 37 m s.l.m., tra le campagne a nord-est di Parma; la località è situata a ovest della strada provinciale 62 R della Cisa, in prossimità dell'autostrada A1 e della linea ferroviaria ad alta velocità Milano-Bologna.

## Storia
La zona di Pedrignano risultava popolata già durante l'età del ferro, come testimoniato dal rinvenimento dei resti di un villaggio di capanne, con annessa fornace per la produzione di oggetti in bucchero; intorno all'abitato il territorio era solcato da una rete di canali per drenare le acque.
L'area risultava occupata anche in epoca romana, come dimostrato dal ritrovamento nel 2002 di una fornace per la produzione di ceramica.

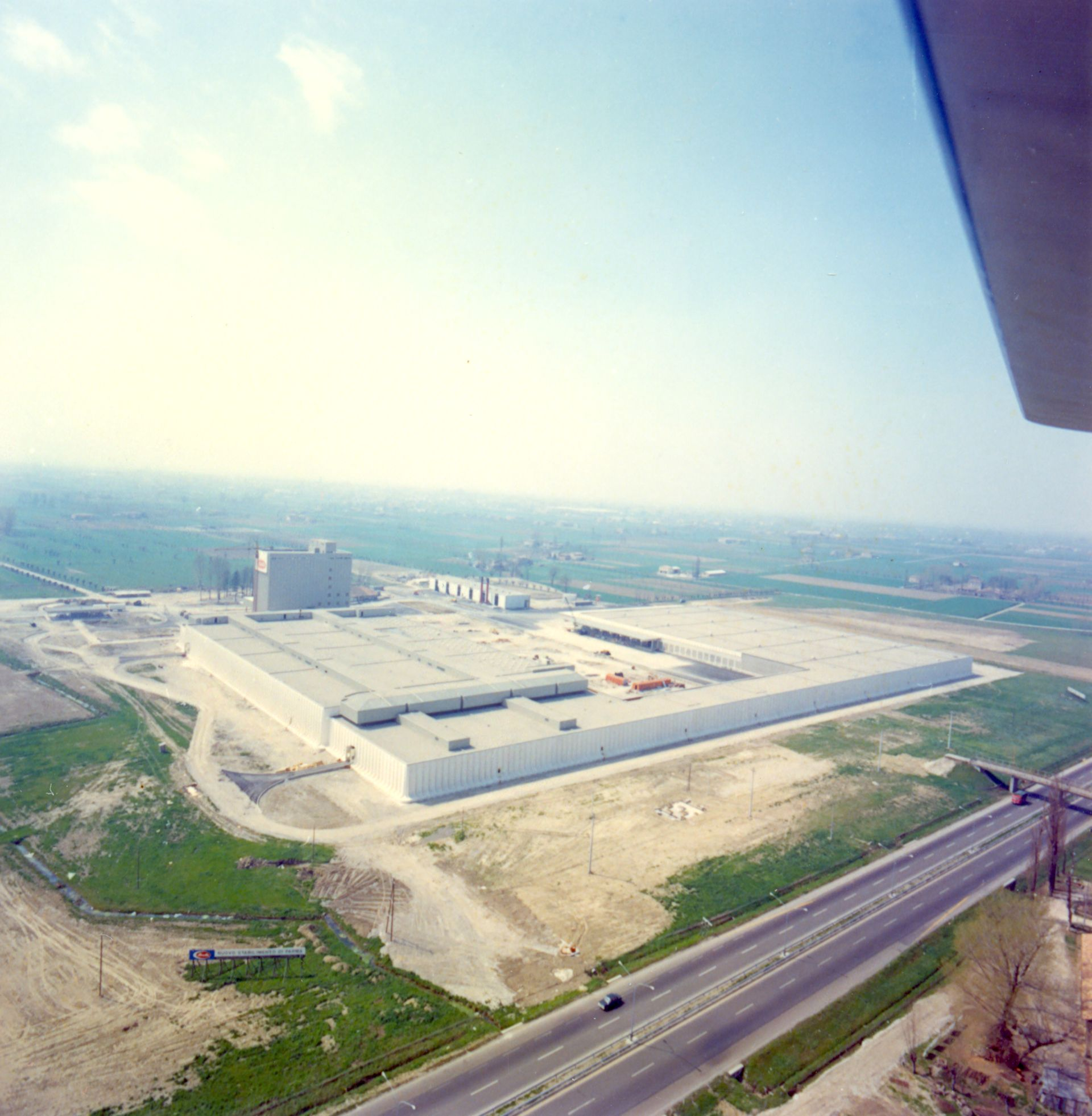
Lo stabilimento della Barilla nel 1970

In età medievale il territorio, divenuto paludoso dopo l'abbandono causato dalla caduta dell'Impero romano d'Occidente, fu bonificato dai benedettini dell'abbazia di San Giovanni Evangelista, i quali, probabilmente verso la fine del X secolo, eressero in località Corte un monastero benedettino, con annessa pieve dedicata a san Vitale.
Tuttavia, il borgo di Pedragnano, con la cappella di Sant'Antonino, fu menzionato per la prima volta solo nel 1028, in un atto di vendita di numerose terre da parte di Ildegarda, moglie del longobardo Oddone.
A difesa del villaggio fu edificato in epoca imprecisata un castello difensivo, nominato in due bolle papali del 1144 e del 1145 e successivamente distrutto.
Nel 1334 l'abitato fu saccheggiato dai ribelli di Parma.
Nel 1506 i diritti plebani della pieve di San Vitale dei Monaci furono trasferiti alla chiesa di San Giovanni Battista, che fu ricostruita.
In epoca napoleonica, per effetto del decreto Nardon del 1806, Pedrignano divenne frazione del nuovo comune (o mairie) di Cortile San Martino, che nel 1943 fu sciolto e inglobato in quello di Parma.
Nel 1969 la Barilla aprì a Pedrignano, nelle vicinanze dell'autostrada A1, un ampio stabilimento di produzione di 55 000 m², affiancato nel 2013 dal più grande magazzino automatizzato al mondo, esteso su una superficie di 40 000 m².

## Monumenti e luoghi d'interesse

### Chiesa di San Giovanni Battista

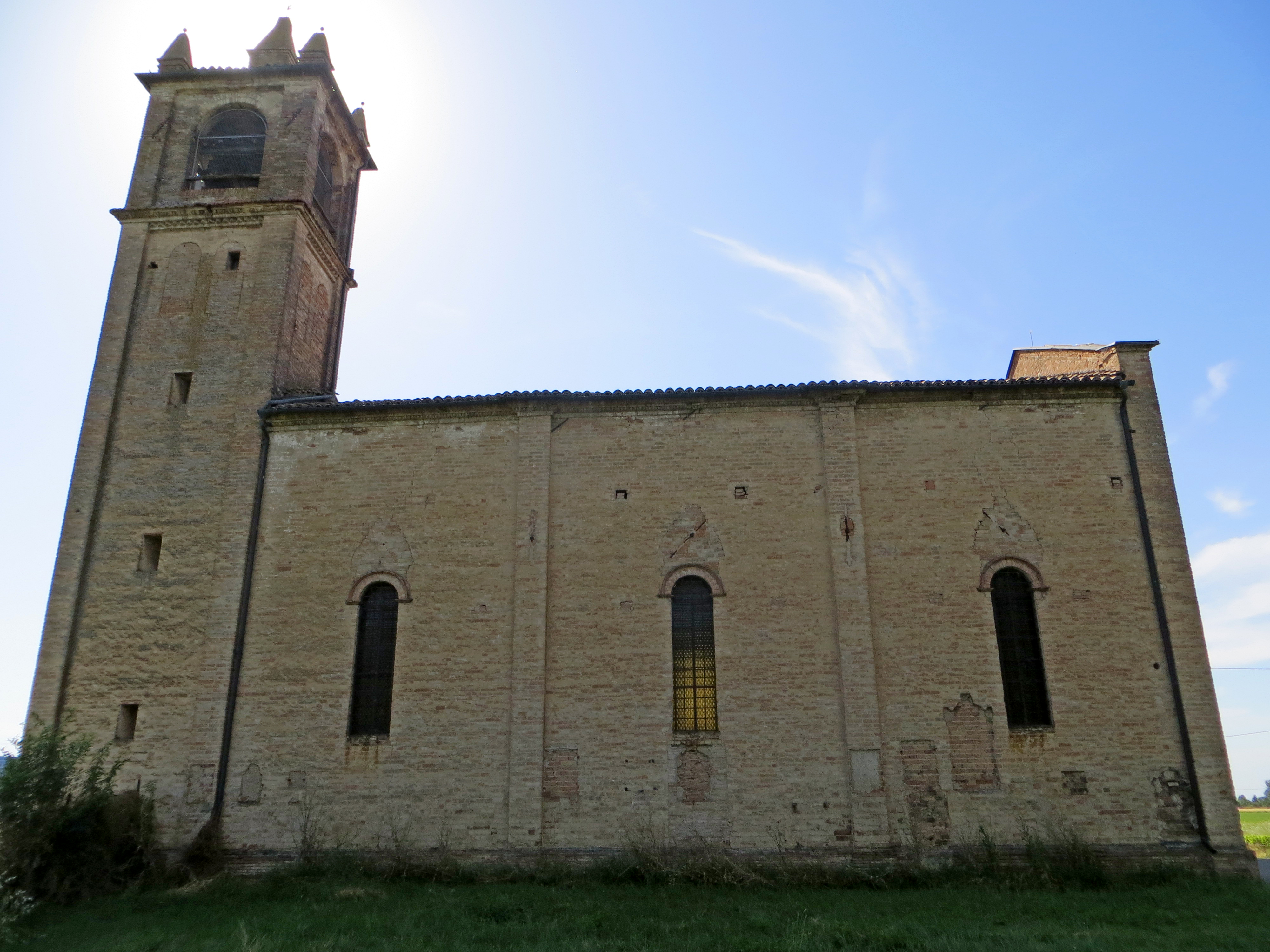
Chiesa di San Giovanni Battista

Menzionata per la prima volta nel 1028, nel 1506 la cappella medievale di San Giovanni Battista fu elevata al rango di pieve e tra il 1507 e il 1509, per volere dei benedettini dell'abbazia di San Giovanni Evangelista, fu completamente ricostruita in forme romanico-gotiche nelle strutture e rinascimentali nelle decorazioni, su progetto dell'architetto Bernardino Zaccagni. La chiesa è caratterizzata dalle facciate in laterizio ornate con lesene, motivi a candelabra e cornici in cotto; all'interno l'abside poligonale, coperta dal catino con spicchi a vela ad arco acuto, conserva un affresco raffigurante la Crocifissione di Gesù Cristo, risalente ai primi anni del XVI secolo; l'edificio accoglie alcuni dipinti cinquecenteschi e secenteschi e un fonte battesimale poggiante su un antico capitello corinzio di reimpiego.

### Pieve di San Vitale dei Monaci
Edificata in località Corte probabilmente verso la fine del X secolo dai benedettini dell'abbazia di San Giovanni Evangelista, la pieve, con annesso monastero, fu seriamente danneggiata nel 1404 durante alcuni scontri; ridotta a semplice cappella dipendente dalla vicina chiesa di San Giovanni Battista, che ne assunse i diritti plebani, fu restaurata nel 1835; sconsacrata nel 1844, fu successivamente distrutta.